# Gens Barbatia
La gens Barbatia fue una familia de la antigua Roma, durante el siglo I a. C. Es posible que se haya originado con Marco Barbatio Filipo, un esclavo fugitivo que se hizo amigo de Julio César y, posteriormente, obtuvo el pretor con Marco Antonio. En 40 a. C., fue cuestor propraetore bajo el gobierno de Antonio.